# Sedum lancerottense
Sedum lancerottense är en fetbladsväxtart som beskrevs av Johan Andreas Murray. Sedum lancerottense ingår i Fetknoppssläktet som ingår i familjen fetbladsväxter. Inga underarter finns listade i Catalogue of Life.